# Sosnowo (rejon priozierski)
Sosnowo (ros. Сосново) – osiedle w Rosji, w obwodzie leningradzkim, w rejonie priozierskim. W 2010 liczyło 7290 mieszkańców.